# 공격적 현실주의
공격적 현실주의(攻擊的現實主義, Offensive realism)란 국제관계학에서의 현실주의 중 하나이다.

## 특색
현실주의와 같이, 국가를 국제관계의 주요한 요소라고 받아들이고 있으나, 몇 개의 가정을 더한다.
1. 국제사회는 무정부상태이다.
2. 국가는 합리적으로 행동한다.
3. 국가는 「생존하는 것」을 목표의 하나로 하고 있다.
4. 모든 국가는 공격적인 군사능력을 적잖이 갖추고 있다.
5. 국가는 다른 국가의 의도에 대해 확증을 가질 수 없다.

존 미어샤이머는 이 이론의 주요한 지지자이다. 공격적 현실주의는 한스 모건소의 고전적 현실주의와 달리, 국제사회의 무정부상태가 대립의 원인으로 하는 구조이론이다. 다른 신현실주의의 이론과 대조적으로, 공격적 현실주의는 자신의 생존을 목표로 하는 국가가 현상태의 세력균형에 만족하지 못하고, 패권의 최대화를 노린다는 사고방식이다.
존 미어샤이머는 이 관점을 자필의 「강대국 국제정치의 비극」에 정리했다.
- 장래에 걸친, 국가가 생존에 필요로 하는 힘의 총량은 예상할 수 없다.
- 그것을 가장 담보할 수 있는 것은 현재에서 패권을 잡는 것이다.
- 그 결과, 국가는 타국이 이 패권에 접근할 가능성을 배제하려고 군다.
- 국가가 생존에 필요로 하는 힘의 총량을 현상태에서 충분하고 판단하거나, 그 짐작을 잘못한 국가는 패권을 잡을 수 없다.

또한, 다른 국가의 의지가 선의에 기인하는 것은 아니다라고 가정해서, 국가는 서로를 두려워하고 있는 것으로 간주한다.
국가는 가끔 국가의 존속 이외의 목표를 내걸거나, 세계질서를 형성하기 위해 국제협력과 이니셔티브에 관련되는 경우가 있으나, 실제로는 늘 국가 자신의 생존이 우선된다. 그렇기 때문에, 국가의 존속에 대한 욕구, 다른 말로 국력, 안전보장에 걸친 문제가 국제적인 긴장을 일으키고, 그러한 시도는 오래 지속되지 않거나 실패로 끝난다고 여겨진다.
또한, 공격적 현실주의는 민주적 평화론(자유민주주의 국가끼리는 군사적 충돌을 일으키지 않는다는 사고방식)에는 부정적이다.

## 같이 보기
- 신현실주의
- 콘돌리자 라이스
- 존 미어샤이머

## 참고 문헌
- The Tragedy of Great Power Politics, (John J.Mearsheimer, 2001).
- 이춘근 옮김 《강대국 국제정치의 비극 -미중 패권경쟁의 시대-》 (김앤김북스, 2017년)